# Ølsted
Ølsted es una localidad situada en el municipio de Hedensted, en la región de Jutlandia Central (Dinamarca). Tiene una población estimada, a principios de 2021, de 892 habitantes.
Está ubicada en el centro-este de la península de Jutlandia, al sur de la ciudad de Aarhus y cerca de la costa del mar Báltico.